# Helmar Frank
Helmar Frank (10. května 1919 Brno – 19. září 2015 Praha) byl československý vědec německé národnosti, pracující zejména v oblasti fyziky a technologie polovodičů, mezi jejichž zakladatele v Československu patřil. Publikoval 165 původních prací, byl autorem nebo spoluautorem 12 knih vydaných v češtině, němčině, angličtině, ruštině.

## Život
Helmar Frank se narodil v Brně 10. května 1919 rodičům německé národnosti a československé občanské příslušnosti. Jeho otec Edmund Frank měl stavební firmu v Mohelnici (Müglitz) na Moravě, a tak malý Helmar vychodil německou obecnou školu tam, a následně v létech 1930 až 1938 osmileté německé Státní reálné gymnasium v Olomouci. Po maturitě v roce 1938 byl přijat na přírodovědeckou fakultu Německé univerzity v Praze. Při studiu univerzity na ní pracoval jako pomocný vědecký pracovník (Wissenschatliche Hilfskraft im Physikalischen Institut). Po promoci na doktora přírodních věd (RNDr.) zůstal na této univerzitě a přednášel v létech 1943–1945 jako přednáškový asistent (Assistent am Physikalischen Institut der Deutschen Karls-Universität und Technischen Hochshule Prag) profesora Bernharda Guddena. Ještě jako student sepsal učebnici základů fyziky, která vyšla v roce 1944.
Rok 1945 znamenal pro něj jako pro velkou většinu českých Němců pohromu. Příbuzní byli odsunuti do poválečného Německa, on byl zadržen v novém Československu jako část poválečných reparací (plateb Německa za škody způsobené Němci ostatním zemím během druhé světové války). V létech 1945–1950 pracoval jako civilní smluvní zaměstnanec Vojenské správy v Praze, 1950–1968 jako výzkumný a vědecký pracovník podniku Tesla Elektronik, později přejmenovaného na VÚPEF a následně na VÚST v Praze. Současně přednášel na ČVUT a Univerzitě Karlově v Praze.
V roce 1968 se habilitoval jako docent na Katedře inženýrství pevných látek Fakulty jaderné a fyzikálně inženýrské ČVUT v Praze, v roce 1972 se stal vedoucím katedry a v roce 1983 profesorem (byl jím do 30. června 2008). V létech 1973–1980 byl proděkanem pro vědu a výzkum a pro zahraniční styky, v roce 1997 byl jmenován emeritním profesorem Slovenské technické univerzity v Bratislavě.
Dizertační práce na hodnost CSc. obhájil v roce 1967 a DrSc. v roce 1980.

### Osobní život
V roce 1943 se oženil s Wilmou rozenou Reil, v roce 1947 se jim narodila dcera Inge, v roce 1954 dcera Karin. Dne 1. dubna 1950 mu byl přidělen malý přízemní byt 1+1 v budově postavené na dvoře činžáku pod Karlovým náměstím ve Václavské ulici, kde žil s rodinou a po odchodu dcer a úmrtí manželky sám, ale opečováván dcerou Inge a vnučkou Barborou až do smrti.

## Dílo
Téma Frankovy práce se postupně v čase měnilo, jednak podle zadání (financování), jednak podle toho kam se je snažil směrovat vzhledem k zahraničním trendům a předpokládanému vývoji. V následujícím přehledu je srovnáno podle roku první publikace v daném oboru. Témata následujících publikací se někdy prolínají tak, jak vycházely v různých obdobích.
Každý odstavec následujícího přehledu začíná rokem vydání první publikace na téma příslušného období. Uvedeno je pouze číslo prvního pramenu, články jsou uspořádány tak, jak byly archivovány, v pravých odstavcích jsou vyznačena jednotlivá témata, viz seznam Frankových publikací.

### Rok první publikace a téma období
- 1942 Optické jevy v polovodičích. Již v první (své dizertační práci na RNDr.) nahradil na základě svých experimentů Brownovu představu o cestování energie v, pro viditelné světlo, neprůhledném hexagonálním selenu procházením infračerveného světla.[6] Následující nepublikované práce prováděné za okupace a výzkumy pro čs. armádu po roce 1945 shrnul Frank v práci[7]
- 1950 Fotoelektrická vodivost v různých polovodičích[8]
- 1954 Germaniové diody, princip, použití[9]
- 1955 Tranzistory, hrotové, plošné, jejich měření[10]
- 1955 Měření polovodičových materiálů, měřicí metody materiálů i součástek, výroba čistých polovodičových materiálů, struktura polovodičů[11]
- 1958 Křemík a součástky z něho[12]
- 1963 Polovodičové součástky, použití polovodičových součástek, termistory[13]
- 1964 Epitaxe[14]
- 1973 Technologické postupy, úpravy povrchu Si před oxidací, žíhání laserem[15]
- 1974 Polovodičové jaderné detektory, PIN diody jako dozimetry neutronů, MOS tranzistory pro dozimetrii gama záření, radiační transmutace křemíku v závislosti na dotaci fosforem[16]
- 2001 Zirkoniové vrstvy pro ochranu pelet jaderného paliva[17]

Průběžně vycházely přehledové práce o polovodičích, aktuality, komentáře